# Pterotaea systole
Pterotaea systole là một loài bướm đêm trong họ Geometridae.